# Henryk Juan Requena
Enrique Juan Requena (ur. 2 marca 1907 w Aielo de Malferit, zm. 29 grudnia 1936) – błogosławiony Kościoła katolickiego.
Był kapłanem archidiecezji Walencji. Gdy doszło do wybuchu wojny domowej w Hiszpanii rozpoczęły się prześladowania religijne, w wyniku których poniósł śmierć męczeńską 29 grudnia 1936 roku.
Został beatyfikowany w grupie Józef Aparicio Sanz i 232 towarzyszy przez papieża Jana Pawła II 11 marca 2001 roku.